# Selaginella exasperata
Selaginella exasperata är en mosslummerväxtart som beskrevs av Otto Warburg. Selaginella exasperata ingår i släktet mosslumrar, och familjen mosslummerväxter. Inga underarter finns listade i Catalogue of Life.